# Stazione di Ora
La stazione di Ora (in tedesco Auer) è una fermata ferroviaria posta sulla linea Bolzano-Verona. Serve il centro abitato di Ora.
Dal 1917 al 1963 era la stazione d'intercambio della ferrovia Ora-Predazzo.

## Storia

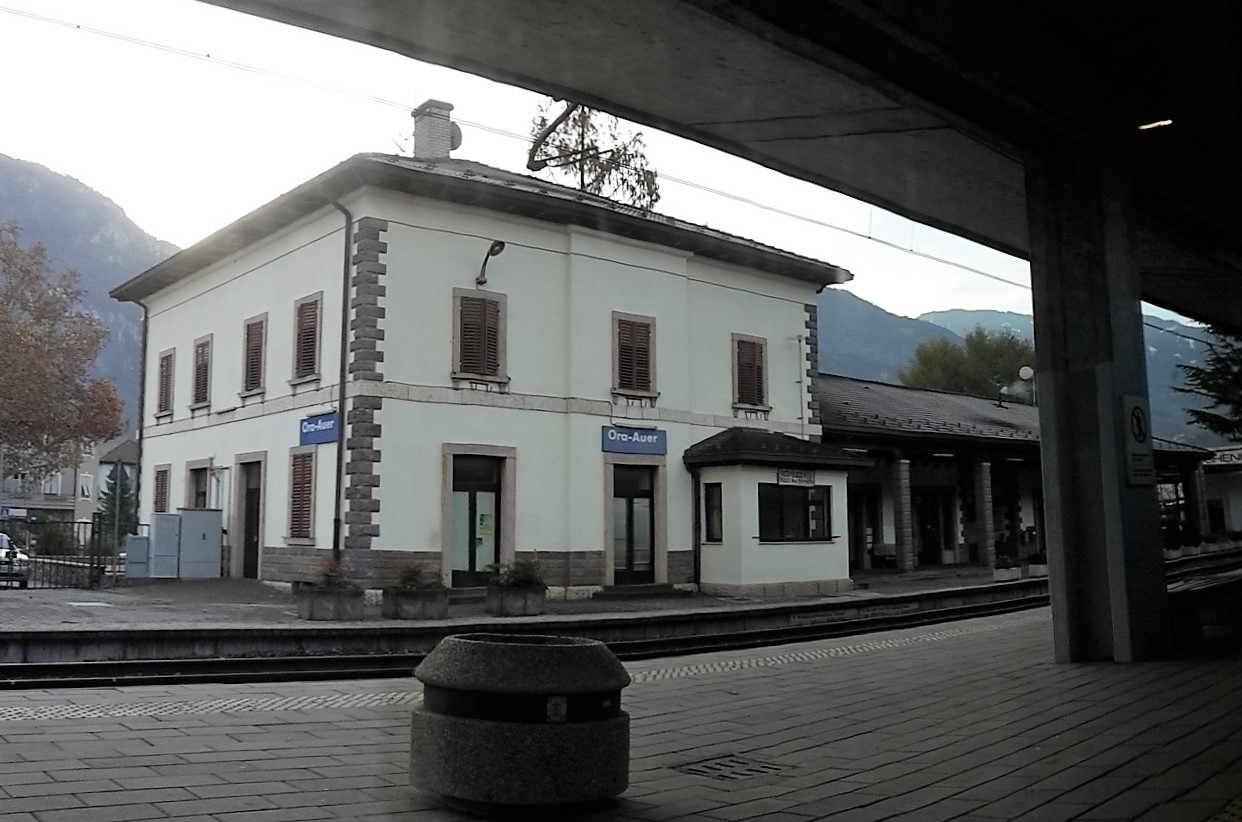
La stazione vista dal binario

La stazione venne trasformata in fermata impresenziata il 30 settembre 2004.

## Movimento
La fermata è servita da treni regionali nell'ambito del contratto di servizio stipulato con le Regioni e le Province autonome interessate, nonché una coppia di treni InterCity Notte Roma-San Candido e una coppia Frecciarossa Roma-Bolzano.